# فارزيا، ريو غراندي دو نورتي
فارزيا بلدية في ولاية ريو غراندي دو نورتي في المنطقة الشمالية الشرقية من البرازيل.